# Servius Sulpicius Galba (konsul 144 f.Kr.)
Servius Sulpicius Galba var en romersk politiker, fältherre och talare.
Galba var mycket förmögen och räknades som en stor talare. En betydande del av rikedom förvärvade han som praetor i Spanien, där han deltog i nedslåendet av ett uppror. Han slöt en överenskommelse med en lusitansk folkstam om tilldelning av landområden, och fick då stammen att dela upp sig i tre grupper. När de gjort detta lät Galba sina trupper avrätta männen och sälja kvinnorna och barnen som slavar i Gallien. För detta ställdes han inför rätta i Rom, bland andra av Cato, som i sitt sista levnadsår höll ett tal mot honom, men han frikändes av sina ståndsbröder. År 144 f.Kr. var han konsul tillsammans med L. Aurelius Cotta, och han var också augur under 140-talet f.Kr.